# 名古屋中央教会
名古屋中央教会（なごやちゅうおうきょうかい）は、愛知県名古屋市東区にある、旧メソジスト系の日本基督教団の教会である。

## 歴史
1877年にR・S・マクレーにより名古屋に福音が伝えられる。1879年3月メリマン・ハリスに片端町の民家に講義所を開設する。大津町に移転、栗村左衛八が協力伝道者として、1882年まで在任した。
1888年10月に久屋町に木造ゴシック式会堂を建築する。名古屋巡回区の責任者C・S・ロングが天保銭を1枚1円で購入し、米国で売り資金に充てた。
1893年5月24日に福音同盟会第7回大会が開かれる。その際に、仏教徒が教会を襲撃して、警官が出動する騒ぎになる。
1928年8月、鉄筋コンクリートの会堂を落成する。
1945年3月19日、戦災により、会堂と牧師館が全焼する。1946年に復興する。1971年12月に新会堂を建設した。

## 歴代牧師
- 山田寅之助
- 山鹿旗之進
- 美山貫一
- 平田平三
- 関沢義之助
- 杉原成義
- 白石喜之助
- 田島正人
- 中田久吉
- 森田喜之
- 草地大作